# (19470) Wenpingchen
(19470) Wenpingchen est un astéroïde de la ceinture principale.

## Description
(19470) Wenpingchen est un astéroïde de la ceinture principale. Il fut découvert le 30 avril 1998 à la station Anderson Mesa par le programme LONEOS. Il présente une orbite caractérisée par un demi-grand axe de 2,88 UA, une excentricité de 0,06 et une inclinaison de 1,1° par rapport à l'écliptique.

## Compléments